# Orsonwelles arcanus
Orsonwelles arcanus là một loài nhện trong họ Linyphiidae.
Loài này thuộc chi Orsonwelles. Orsonwelles arcanus được Gustavo Hormiga miêu tả năm 2002.